# 周思充
周思充（1534年—？），字道可，浙江紹興府餘姚縣人，民籍，明朝政治人物。

## 生平
嘉靖四十年（1561年）辛酉科浙江鄉試第五名舉人，四十一年（1562年）中式壬戌科會試第一百六十六名，三甲第一百七十四名進士。授禮部主事，隆慶四年（1570年）十二月改福建道監察御史，五年（1571年）五月出為四川按察司僉事，萬曆三年（1575年）三月升湖廣布政使司右參議。

## 家族
曾祖周澐；祖父周璟，贈監察御史；父周如斗，巡撫應天都察院右僉都御史。母毛氏（贈孺人）；繼母張氏（封孺人）。具慶下。兄周思齊（貢士），從弟周思彥（監生）、周思彰（監生）、周思顏，弟周思襄、周思亭。